# United States National Library of Medicine
La Biblioteca Nacional de Medicina dels Estats Units o United States National Library of Medicine (NLM), depenent del Govern federal dels Estats Units, és la biblioteca mèdica més gran del món.
Situat a Bethesda, Maryland, l'NLM és un institut dins dels National Institutes of Health (Instituts Nacionals de Salut). Les seves col·leccions inclouen més de set milions de llibres, revistes, informes tècnics, manuscrits, microfilms, fotografies i imatges relacionades amb la medicina i les ciències, incloent algunes de les obres més rares i antigues del món.
L'actual director de l'NLM és la Patricia Flatley Brennan.